# Miješani jezik
Miješani jezik ili hibridni jezik jezik je koji proizlazi iz fuzije obično dviju izvornih jezika i sadrže elemente dva ili više jezika. Mješoviti jezik može označavati pojavu nove etničke ili kulturne skupine.
Primjeri su portunhol, trasjanka, suržik i srpskohrvatski.